# Richard Shuttleworth (1683-1749)
Richard Shuttleworth (1683–22 décembre 1749) de Gawthorpe Hall, Lancashire et Forcett Hall, Yorkshire est un homme politique conservateur anglais qui siège à la Chambre des communes anglaise puis britannique pendant 44 ans de 1705 à 1749. Il est considéré comme fantaisiste car il refuse à plusieurs reprises de soutenir son parti.

## Jeunesse

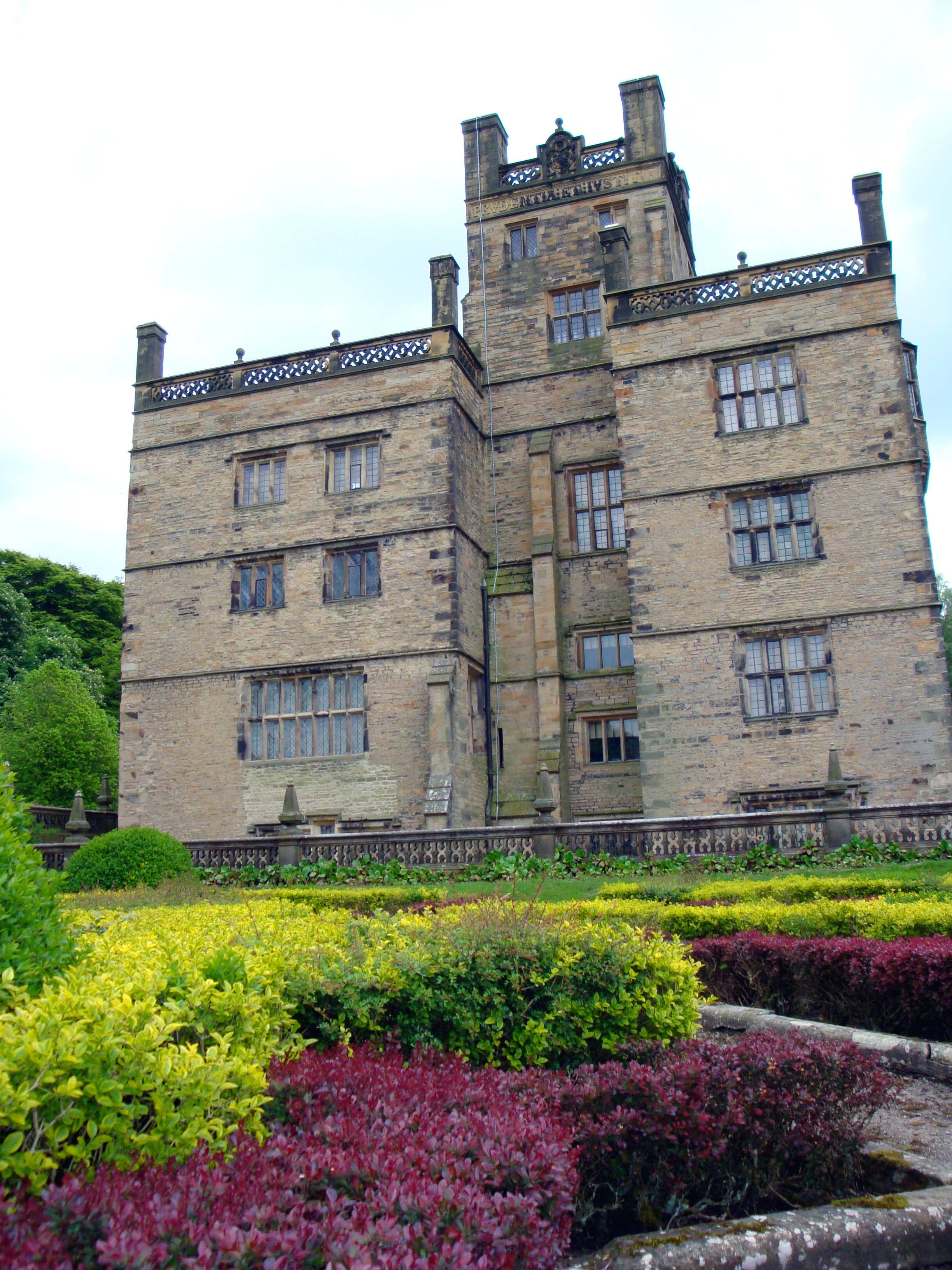
L'arrière de Gawthorpe Hall, avec une partie des jardins arrière

Shuttleworth est baptisé le 3 septembre 1683, le fils aîné de Sir Richard Shuttleworth, de Gawthorpe Hall et Forcett, et de sa femme Katherine Clerke, fille de Henry Clerke. Il succède à son père en 1687. De 1703 à 1704, il voyage à l'étranger en France et en Italie. Il épouse Emma Tempest, la fille de William Tempest de Old Durham .

## Carrière

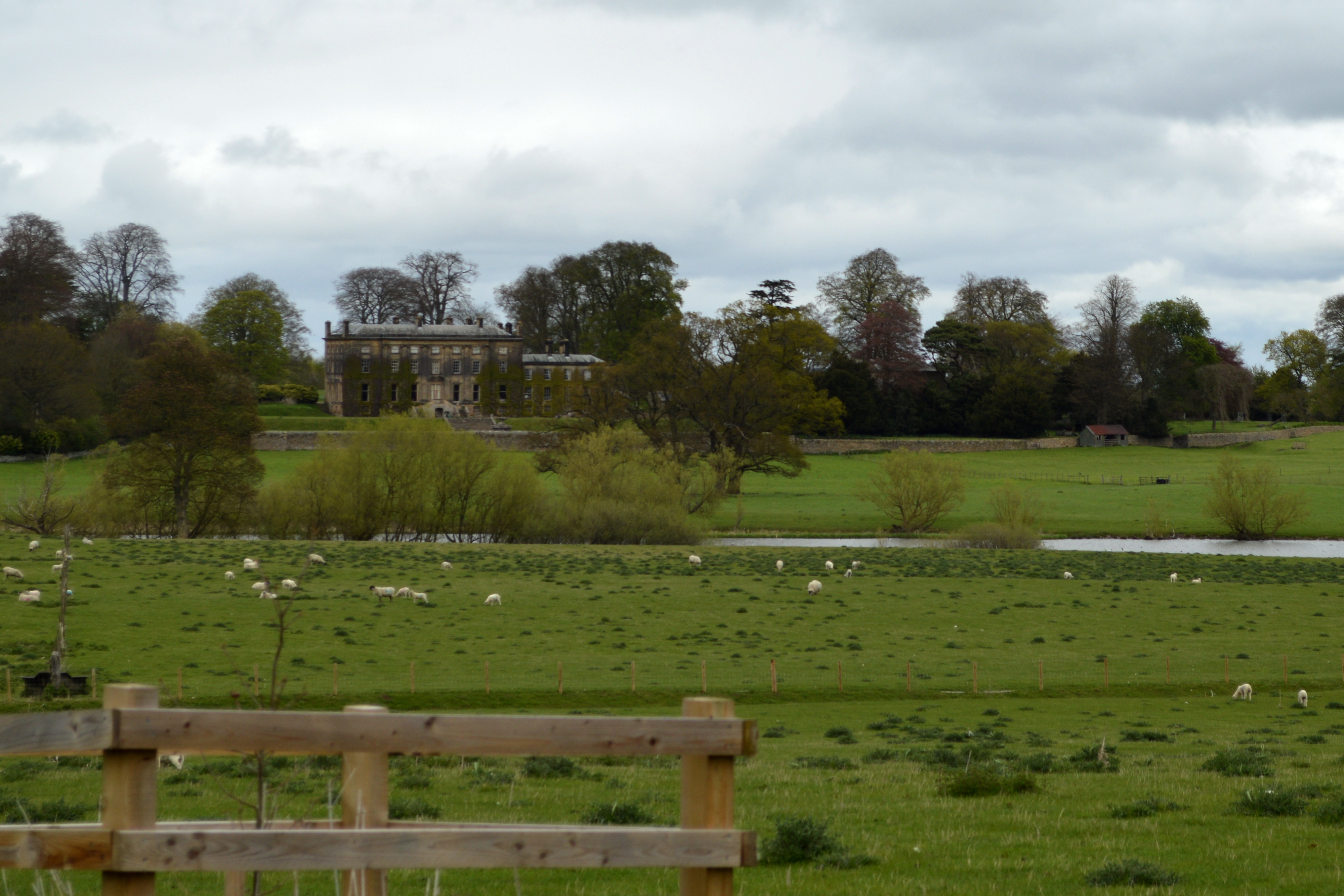
Forcett Hall, Yorkshire du Nord

Shuttleworth est élu député conservateur du Lancashire lors d'un scrutin aux élections générales de 1705. Il est actif au parlement, en particulier sur les questions locales. Il vote contre le candidat à la présidence à la Cour le 25 octobre 1705 et dénonce l'administration. Une des préoccupations des tisserands du Lancashire est l'étendue des fraudes dans le travail du tissu et du fer, et il est nommé pour aider à rédiger un projet de loi pour empêcher de telles fraudes. En janvier 1707, il fait passer ce projet de loi à la Chambre des communes et le présente aux lords le 18 février. Ses efforts sont très appréciés dans le Lancashire, mais le projet de loi est reporté à deux reprises par la prorogation du Parlement. Il est réélu sans opposition à l'élection générale britannique de 1708, et continue sa défense des intérêts locaux, déposant le 7 février 1709, un projet de loi pour créer une nouvelle paroisse à Manchester, et en soutenant le projet de loi de Liverpool dock le 18 mars 1710. Sinon, il fait peu de contribution enregistrées mais vote en 1710 contre la destitution du Dr Sacheverell. Aux élections de 1710, il est de nouveau réélu et soutient les conservateurs lors d'un conflit électoral et est membre du club d'octobre. Cependant, il quitte le club d'octobre et est allé au club de mars. Le club de mars soutenait parfois l'administration, s'opposant aux démarches proposées par le club d'octobre. Comme d'autres membres du March Club, il s'est opposé aux termes du traité commercial. Il se prononce contre la deuxième lecture du projet de loi de suspension des droits sur le vin français le 6 mai et vote contre le projet de loi sur le commerce français le 18 juin 1713. Il est réélu sans opposition en 1713 et continue à agir d'une manière «fantaisiste» tout en soutenant théoriquement le parti conservateur .
Shuttleworth est réélu sans opposition à l'élection générale britannique de 1715 et est répertorié comme un conservateur qui a parfois voté avec les Whigs. Il est l'un des rares juges conservateurs restés sur le banc du Lancashire à la suite du règlement de 1715 . En 1722, il fait face à un scrutin dans le Lancashire, qu'il gagne, et est de nouveau réélu sans opposition en 1727, 1734 et 1741. Il a généralement voté contre l'administration, et son seul discours enregistré est sur le projet de loi sur le gin en 1736. Il est le père de la maison à partir de 1748 .

## Héritage
À la suite d'un incendie en 1726, Forcett Hall est considérablement reconstruit en 1740 dans le style palladien par l'architecte Daniel Garrett. Shuttleworth et sa famille emménagent à Forcett Hall et louent Gawthorpe Hall. Shuttleworth est mort le 22 décembre 1749. Il a cinq fils et trois filles. Son fils et héritier James Shuttleworth est également devenu député du Lancashire .